# Варшавська агломерація

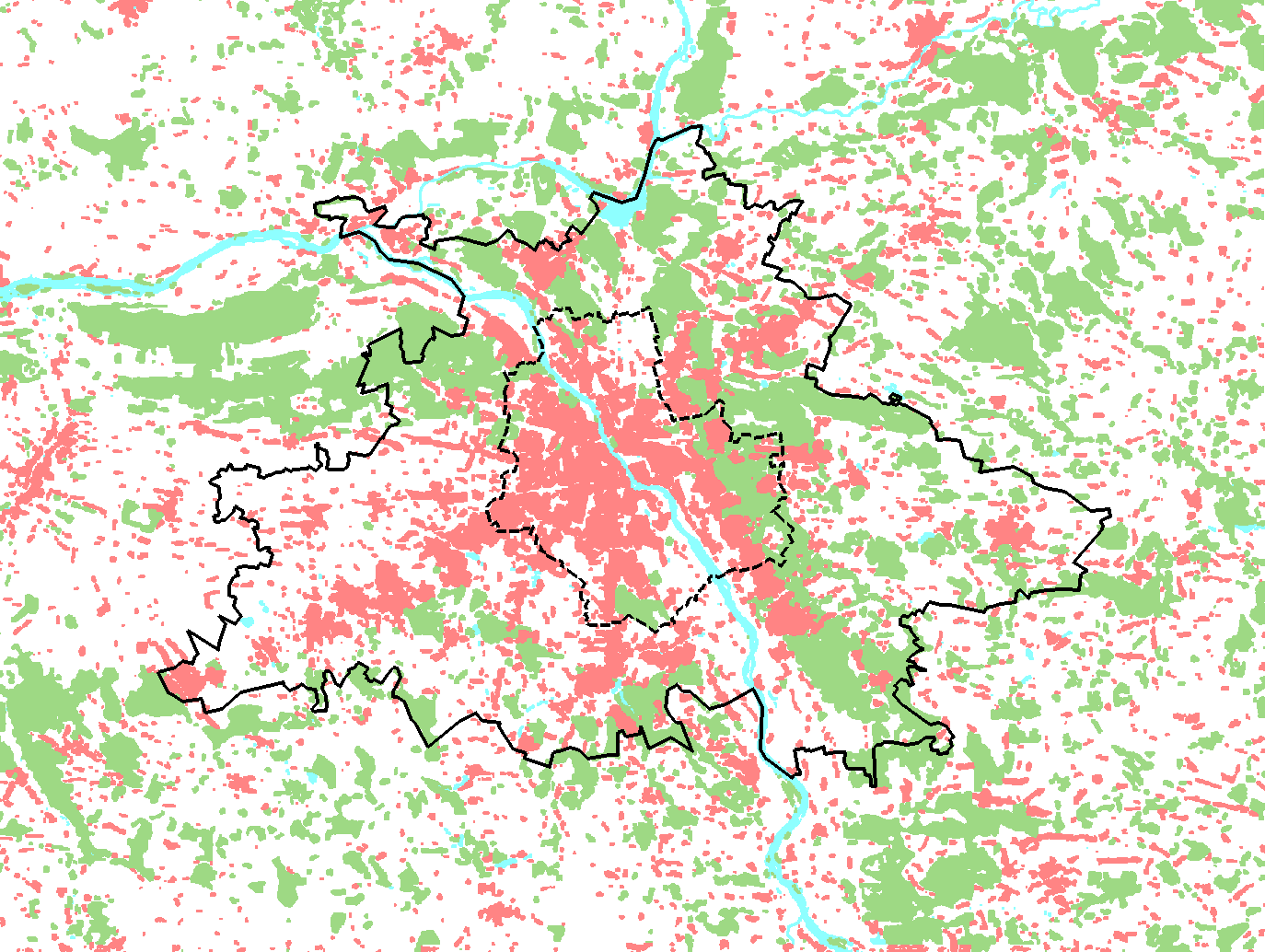
Варшава і Варшавська агломерація (2004)

Варшавська агломерація (пол. Aglomeracja warszawska) — 2-га найбільша міська агломерація в Польщі, утворена довкола столиці країни Варшави. Адміністративно агломерація розташована цілком у Мазовецькому воєводстві і займає 10 повітів площею 3 тис. км². Населення агломерації становить за різними оцінками (залежно від визначення меж) від 2 035 000 до 2 785 000 осіб.
Варшавська агломерація — це типова моноцентрична агломерація, понад 80% населення — 1 708 491 осіб — мешкає у Варшаві, тим часом як заледве 20% — 422 541 осіб — у передмісті.
Найбільші міста: Прушкув (53 803 осіб), Легіоново (50 600 осіб), Отвоцьк (42 736 осіб), Воломін (37 000 осіб), Пясечно (32 978 осіб), Пястув (25 170 осіб) та інші.